# Direct Cinema
Direct Cinema (auch Living Cinema oder Uncontrolled Cinema genannt) ist eine Form des Dokumentarfilms, die Anfang der 1960er Jahre in den USA entstand. Kernidee ist es, Ereignisse so zu dokumentieren, wie sie geschehen sind, ohne sie dabei zu beeinflussen.

## Stil
Beeinflusst vom Fotojournalismus versucht das Direct Cinema, möglichst nah am dokumentierten Geschehen zu sein, ohne dieses dabei zu beeinflussen. Auf für Dokumentarfilme sonst typische Mittel wie ein Drehbuch, Interviews mit den Protagonisten, das Inszenieren von Szenen oder Voice-over-Kommentare wird üblicherweise verzichtet. Um das Fehlen einer Inszenierung zu betonen, wird im Abspann normalerweise kein Regisseur genannt. Um dennoch einen Spannungsbogen zu gewährleisten, werden häufig Protagonisten gezeigt, die sich in einer Krise oder anderweitig herausfordernden Situation befinden und diese meistern müssen.

## Geschichte
Das Direct Cinema wurde ursprünglich Anfang der 1960er Jahre für das US-amerikanische Fernsehen entwickelt. Als stilbildend gilt die in Form einer Reportage gefilmte Dokumentation Primary, die den Vorwahlkampf zwischen den demokratischen Senatoren John F. Kennedy und Hubert H. Humphrey 1960 in Wisconsin zeigt. Gedreht wurde diese vom Time-Redakteur Robert Drew gemeinsam mit dem Kameramann Richard Leacock als eine Co-Produktion von Time Inc. und ABC. Drew und Leacock gründeten die Produktionsfirma Drew Associates, zu der später D.A. Pennebaker, David und Albert Maysles, Hope Ryden, Joyce Chopra und James Lipscomb stießen. Auch in späteren Filmen der Gruppe standen häufig Personen des öffentlichen Lebens im Fokus, wie der Rennfahrer Eddie Sachs in On the Pole (1960), die Schauspielerin Jane Fonda in Jane (1962) und abermals die Familie Kennedy in Crisis: Behind a Presidential Commitment (1963). Drew Associates produzierten insgesamt 20 Dokumentarfilme für Time-Life, die sich jedoch nur schlecht an das Fernsehen verkaufen ließen. Der Vertrag endete und die Gruppe löste sich bereits 1962 wieder auf.
Die ehemaligen Mitglieder fühlten sich aber auch in den kommenden Jahren weiterhin der Stilrichtung verpflichtet. So entwickelte sich aus dem Direct Cinema u. a. das Genre des Konzertfilms, zu dessen frühsten erfolgreichen Vertretern Don't Look Back (1966, mit Bob Dylan), Monterery Pop (1968, u. a. mit Jimi Hendrix) und On the Road with Duke Ellington (1974) gehören.
Die Gebrüder Maysles stellten in den kommenden Jahren das vermeintlich Gewöhnliche in den Mittelpunkt ihres Werks und porträtierten beispielsweise einen Bibelverkäufer (Salesman, 1969) oder eine dysfunktionale Mutter-Tochter-Beziehung (Grey Gardens, 1975).
In den 1970er und 1980er Jahren begann die Technik des Direct Cinema an Bedeutung zu verlieren. So spielten immer mehr Filmemacher mit der Technik, die Grenzen zwischen fiktionalen und nicht-fiktionalen Inhalten zu verwischen, wie z. B. Michelle Citron mit Daughter Rite (1978) oder Trịnh Thị Minh Hà mit Surname Viet, Given Name Nam (1989). Außerdem wurde es immer üblicher, dass Dokumentarfilmer nicht passive Beobachter sind, sondern selbst Protagonist ihrer Filme werden, wie z. B. Michael Moore in Roger & Me (1989).

## Technischer Hintergrund
Als technische Voraussetzungen für die Beweglichkeit des Filmteams und daraus resultierenden Unmittelbarkeit wird die Entwicklung leichter, tragbarer 16-mm-Kameras, neue Synchronton-Aufnahmegeräte (wie die Nagra) und lichtempfindlicheres Filmmaterial gesehen. Manche Filmhistoriker, wie Claire Johnston, warnen jedoch vor einem technologischen Determinismus, da diese technischen Errungenschaften zumindest teilweise bereits seit den 1930er Jahren zur Verfügung standen. Die Pioniere des Direct Cinema hielten die Tragbarkeit der Ausrüstung zwar für entscheidend, doch erst das Vertrauen und Wohlgefühl der Porträtierten zu den Filmemachern hätte ihnen die Qualität ihrer Arbeit ermöglicht.

## Direct Cinema und Cinéma vérité
Das Direct Cinema wird teilweise als amerikanisches Pendant zum französischen Cinéma vérité bezeichnet. Auch Robert Drew bezeichnete seinen Stil selbst als „cinema verite“. In der Filmwissenschaft werden die Herangehensweise von Drew und Leacock und die von französischen Regisseuren wie Jean Rouch jedoch meist als zwei unterschiedliche Wege zum selben Ziel beschrieben: Während das Cinéma vérité davon ausgeht, der Wahrheit durch eine Interaktion zwischen Filmemacher und Protagonisten am nächsten zu kommen, geht das Direct Cinema davon aus, dass diese gerade hinderlich sei und die Protagonisten das Filmteam möglichst vergessen sollten.
So zog Richard Leacock den Begriff „uncontrolled cinema“ vor, um sich Rouch abzugrenzen. Während dieser filmen würde, wie Menschen sich verhalten, wenn sie gefilmt werden, würde das Uncontrolled Cinema wie eine „Fliege an der Wand“ die Geschehnisse so dokumentieren, wie sie auch ohne ihre Anwesenheit geschehen wären. Dem wurde entgegengehalten, dass die Vertreter des Direct Cinema mehr Einfluss auf die Geschehnisse vor der Kamera ausüben würden, als Leacock behauptete, zu unkritisch die Perspektive ihrer Protagonisten übernähmen und eine Tendenz zur Sensationalisierung hätten.
Nicht alle Vertreter des Direct Cinema vollzogen solch eine klare Abgrenzung vom französischen Cinéma vérité. So traten die Gebrüder Maysles in späteren Werken in Interaktion mit ihren Protagonisten und bauten selbstreflexive Elemente ein, indem sie beispielsweise in Gimme Shelter (1969) Mick Jagger mit den Aufnahmen eines Mordes konfrontierten, der bei einem Konzert der Rolling Stones von Securitys der Hells Angels verübt worden war.

## Bibliographie
- Mo Beyerle (Hrsg.): Der amerikanische Dokumentarfilm der 60er Jahre. Direct Cinema und Radical Cinema (= Campus. Forschung. Schriftenreihe des Zentrums für Nordamerika-Forschung. Bd. 659). Campus-Verlag, Frankfurt am Main u. a. 1991, ISBN 3-593-34413-0.
- Jean-Louis Comolli: Der Umweg über das direct. 1969. In: Eva Hohenberger (Hrsg.): Bilder des Wirklichen. Texte zur Theorie des Dokumentarfilms (= Texte zum Dokumentarfilm. Bd. 3). Vorwerk 8, Berlin 1998, ISBN 3-930916-13-4, S. 242–265.
- Jack Ellis: The Documentary Idea. A Critical History of English-Language Documentary Film and Video. Prentice Hall, Englewood Cliffs NJ 1989, ISBN 0-13-217142-2.
- Claire Johnston: Women's Cinema as Counter-Cinema. 1975. In: Sue Thornham (Hrsg.): Feminist Film Theory. A Reader. Edinburgh University Press, Edinburgh 1999, ISBN 0-7486-0959-8, S. 31–40.
- Bill Nichols: Representing Reality. Issues and Concepts in Documentary. Indiana University Press, Bloomington IN u. a. 1991, ISBN 0-253-34060-8.
- Dave Saunders: Direct Cinema. Observational Documentary and the Politics of the Sixties. Wallflower Press, London u. a. 2007, ISBN 978-1-905674-15-2.
- Sharon Zuber: Robert Drew, Telephone Interview, June 4, 2003. In: Re-Shaping Documentary Expectations. New Journalism and Direct Cinema. Unpublished Dissertation. The College of William and Mary in Virginia, Williamsburg VA 2004.